# Campionati europei di hockey su pista 1932
Il Campionato europeo di hockey su pista 1932 (in inglese 1932 Rink Hockey European Championship) è stata la settima edizione della massima competizione europea per le rappresentative di hockey su pista maschili maggiori e fu organizzata dalla Fédération Internationale de Roller Sports. La competizione si svolse dal 14 al 18 maggio 1932 a Herne Bay in Inghilterra.  
La vittoria finale è andata alla nazionale dell'Inghilterra che si è aggiudicata il torneo per la settima volta nella sua storia.

## Formula
Il campionato europeo 1932 vide la partecipazione di sei nazionali europee. La manifestazione fu organizzata tramite un girone all'italiana con gare di sola andata; erano assegnati due punti per l'incontro vinto, un punto a testa per l'incontro pareggiato e zero la sconfitta. Al termine del torneo la squadra prima classificata venne proclamata campione d'Europa.

## Squadre partecipanti
| Pr. | Squadra     | Partecipazioni precedenti al torneo    |
| --- | ----------- | -------------------------------------- |
| 1   | Belgio      | 6 (1926, 1927, 1928, 1929, 1930, 1931) |
| 2   | Francia     | 6 (1926, 1927, 1928, 1929, 1930, 1931) |
| 3   | Germania    | 6 (1926, 1927, 1928, 1929, 1930, 1931) |
| 4   | Inghilterra | 6 (1926, 1927, 1928, 1929, 1930, 1931) |
| 5   | Portogallo  | 2 (1930, 1931)                         |
| 6   | Svizzera    | 6 (1926, 1927, 1928, 1929, 1930, 1931) |

Nota bene: nella sezione "partecipazioni precedenti al torneo" le date in grassetto indicano la squadra che ha vinto quell'edizione del torneo

## Svolgimento del torneo

### Classifica
| Pos | Squadra     | Pt | G | V | N | P | GF | GS | DG  |
| --- | ----------- | -- | - | - | - | - | -- | -- | --- |
| 1.  | Inghilterra | 10 | 5 | 5 | 0 | 0 | 38 | 11 | +27 |
| 2.  | Germania    | 8  | 5 | 4 | 0 | 1 | 21 | 16 | +5  |
| 3.  | Francia     | 6  | 5 | 3 | 0 | 2 | 29 | 17 | +12 |
| 4.  | Portogallo  | 4  | 5 | 2 | 0 | 3 | 11 | 19 | -8  |
| 5.  | Svizzera    | 2  | 5 | 1 | 0 | 4 | 8  | 15 | -7  |
| 6.  | Belgio      | 0  | 5 | 0 | 0 | 5 | 6  | 35 | -29 |

### Risultati
| Herne Bay maggio 1930 | Germania | 8 – 2 | Belgio |  |

| Herne Bay maggio 1930 | Germania | 6 – 4 | Francia |  |

| Herne Bay maggio 1930 | Germania | 3 – 8 | Inghilterra |  |

| Herne Bay maggio 1930 | Germania | 3 – 2 | Portogallo |  |

| Herne Bay maggio 1930 | Germania | 1 – 0 | Svizzera |  |

| Herne Bay maggio 1930 | Belgio | 2 – 8 | Francia |  |

| Herne Bay maggio 1930 | Belgio | 0 – 14 | Inghilterra |  |

| Herne Bay maggio 1930 | Belgio | 1 – 3 | Portogallo |  |

| Herne Bay maggio 1930 | Belgio | 1 – 2 | Svizzera |  |

| Herne Bay maggio 1930 | Francia | 2 – 7 | Inghilterra |  |

| Herne Bay maggio 1930 | Francia | 10 – 1 | Portogallo |  |

| Herne Bay maggio 1930 | Francia | 5 – 1 | Svizzera |  |

| Herne Bay maggio 1930 | Inghilterra | 4 – 2 | Portogallo |  |

| Herne Bay maggio 1930 | Inghilterra | 5 – 4 | Svizzera |  |

| Herne Bay maggio 1930 | Portogallo | 3 – 1 | Svizzera |  |